# Набережное (Днепропетровская область)
Набережное (укр. Набережне) — село,
Покровский сельский совет,
Никопольский район,
Днепропетровская область,
Украина.
Код КОАТУУ — 1222985505. Население по переписи 2001 года составляло 69 человек.

## Географическое положение
Село Набережное находится на правом берегу Каховского водохранилища в месте впадения в него реки Базавлук,
выше по течению на расстоянии в 4,5 км расположено село Грушевка,
ниже по течению на расстоянии в 3,5 км расположено село Покровское.
Рядом проходит автомобильная дорога Н-23.